# Jas van belofte
 Jas van belofte  is het boekenweekgeschenk van 2019, geschreven door Jan Siebelink. Het kwam uit op 23 maart 2019, op de eerste dag van de Boekenweek, die in 2019 het onbehandelde thema “De moeder de  vrouw” had.

## Personages
Hoofdpersonen zijn
- Arthur Siebrandi. Zijn werkzame leven, totdat hij op 65-jarige leeftijd met functioneel leeftijdsontslag moet, docent Frans op een scholengemeenschap.
- Lisette, ondersteunende en begrijpende echtgenote. Kan het goed vinden met Caroline.
- Caroline Hupkes, vwo-leerlinge van Arthur en later zijn behandelend neuroloog. Ze heeft een levenslange relatie met haar oude docent maar een seksuele relatie krijgen ze nooit van de grond. Wordt ook vriendin van Lisette.

Daarnaast treden (onder een andere naam) op:
- Louis Ferron (Petit-Fer, Loet IJzertje), de schrijvende vriend
- Rein Bloem (Edwin Wopereis), de ten slotte bemoeizuchtige literaire adviseur

## Vorm, motto en thema
Arthur vertelt in de laatste week van zijn leven aan zijn lezers, terwijl hij bivakkeert tussen leven en dood na een hartinfarct met linkszijdige verlammingsverschijnselen, over zijn voorbije leven. Voorin staat een motto van Albert Verwey: ‘De liefde die vriendschap heet’. Als thema geldt de Bijbeltekst 2 Koningen 11 en 13
11 En het gebeurde, als zij voortgingen, gaande en sprekende, ziet, zo was er een vurige wagen met vurige paarden, die tussen hen beiden scheiding maakten. Alzo voer  Elia met een onweder ten hemel.
13 Hij (Elisa) hief ook Elia's mantel op, die van hem afgevallen was, en keerde weder, en stond aan den oever van de Jordaan.
Op zijn elfde verjaardag raapt Arthur de jas op van zijn voor altijd wegfietsende vader. De politie vindt nog zijn fiets.

## Verhaal
Arthur geeft met passie Franse les aan een scholengemeenschap. Hij is geliefd bij de leerlingen wegens zijn extra inspanningen, edoch gehaat door zijn collega’s wegens zijn eigengereidheid.
Hij voltooit na zijn pensionering zijn proefschrift over Jean de Tinan (Joris-Karl Huysmans). Hij weigert wegens de matige beoordeling de bijbehorende promotie. 
Wel brengt hij zijn enige maar zeer succesvolle roman uit die als thema de achtergelaten jas heeft; de opvolging van de vader door de zoon. Het succes schenkt hem een Maserati, die hij in zijn delier uitprobeert op de Duitse  Autobahn als vurige strijdwagen.